# Kaluđerske Bare

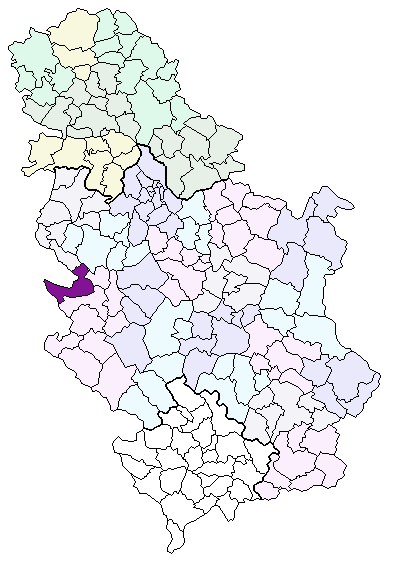
Localisation de la municipalité de Bajina Bašta en Serbie

Kaluđerske Bare (en serbe cyrillique : Калуђерске Баре) est un village de Serbie situé dans la municipalité de Bajina Bašta, district de Zlatibor.
Kaluđerske Bare, qui, en serbe, signifie « les étangs des moines », est un des centres touristiques les plus importants des monts Tara, situés à l'extrême ouest de la Serbie.
Kaluđerske bare se trouve à 16 km de Bajina Bašta, au sud des monts Tara et à 1 059 m au-dessus du niveau de la mer.

## Historique
La politique touristique du Tara tourne autour de cette localité. Le développement de la région a débuté entre les deux guerres, sous les auspices du responsable du monastère de Rača, le père Zaharije Milekić. Les pèlerins venus prier monastère, de plus en plus nombreux dans la région, incitèrent le monastère à faire construire des lieux d'accueil, qui très vite allaient devenir des hôtels. Car ile ne furent plus seulement utilisés par des personnes passant à Rača mais aussi venues visiter la région.